# Reinhold Mühring
Reinhold Gerhard Mühring (* 6. Mai 1927 in Bingum; † 27. April 1985 in Leer) war ein deutscher Politiker (SPD).
Mühring besuchte die Volksschule und danach eine Lehrerbildungsanstalt. Er war ab 1946 bei der Landkrankenkasse für den Kreis Leer beschäftigt und wurde Bürgermeister der Gemeinde Bingum, gleichzeitig in Personalunion auch Gemeindedirektor. Er war Mitglied des Kreistages des Landkreises Leer und in der fünften und sechsten Wahlperiode von 1963 bis 1970 Mitglied des Niedersächsischen Landtages.